# Tanacetum silaifolium
Tanacetum silaifolium — вид рослин з роду пижмо (Tanacetum) й родини айстрових (Asteraceae).

## Середовище проживання
Поширений на Північному Кавказі (Росія) й північно-східному Азербайджані.